# Jacob de Sant Andreu
Jacob de Sant Andreu és un personatge conegut per la seva aparició a l'Infern (La Divina Comèdia) com a exemple de violència. Nascut a Pàdua, d'ell s'expliquen nombroses llegendes, com que incendiava només per veure una bonica foguera o que era capaç de malbaratar gran part de la seva fortuna en capricis momentanis. La seva mort en 1239 pot haver estat un suïcidi o bé un assassinat d'un company en una baralla nocturna.